# فائزه قاضی‌پور
فائزه قاضی‌پور (زادهٔ ۱۳۷۷ نکا - درگذشتهٔ ۱۳۹۴ نکا) بازیکن تیم ملی والیبال زنان ایران بود.
او که در تیم ملی والیبال نوجوانان مشغول فعالیت بود چند ماه پیش از مرگش به تیم ملی جوانان نیز دعوت شده بود.

## بن‌مایه
1. ↑  «مرگ مرموز بازیکن تیم ملی والیبال زنان ایران در نکا». رادیوفردا.
2. ↑  «جزئیات حادثه سقوط و مرگ دلخراش دختر والیبالیست». خبرگزاری مهر.